# Kurt Huber
Kurt Ivo Theodor Huber, född 25 oktober 1893 i Chur, Schweiz, död 13 juli 1943 i München, Tyskland, var en tysk professor i musikvetenskap och psykologi vid Münchens Ludwig-Maximilian-universitet. Huber var medlem av motståndsgruppen Vita rosen.
Huber dömdes till döden och avrättades med giljotin för sitt motstånd mot nationalsocialismen.